# بطانية الحريق

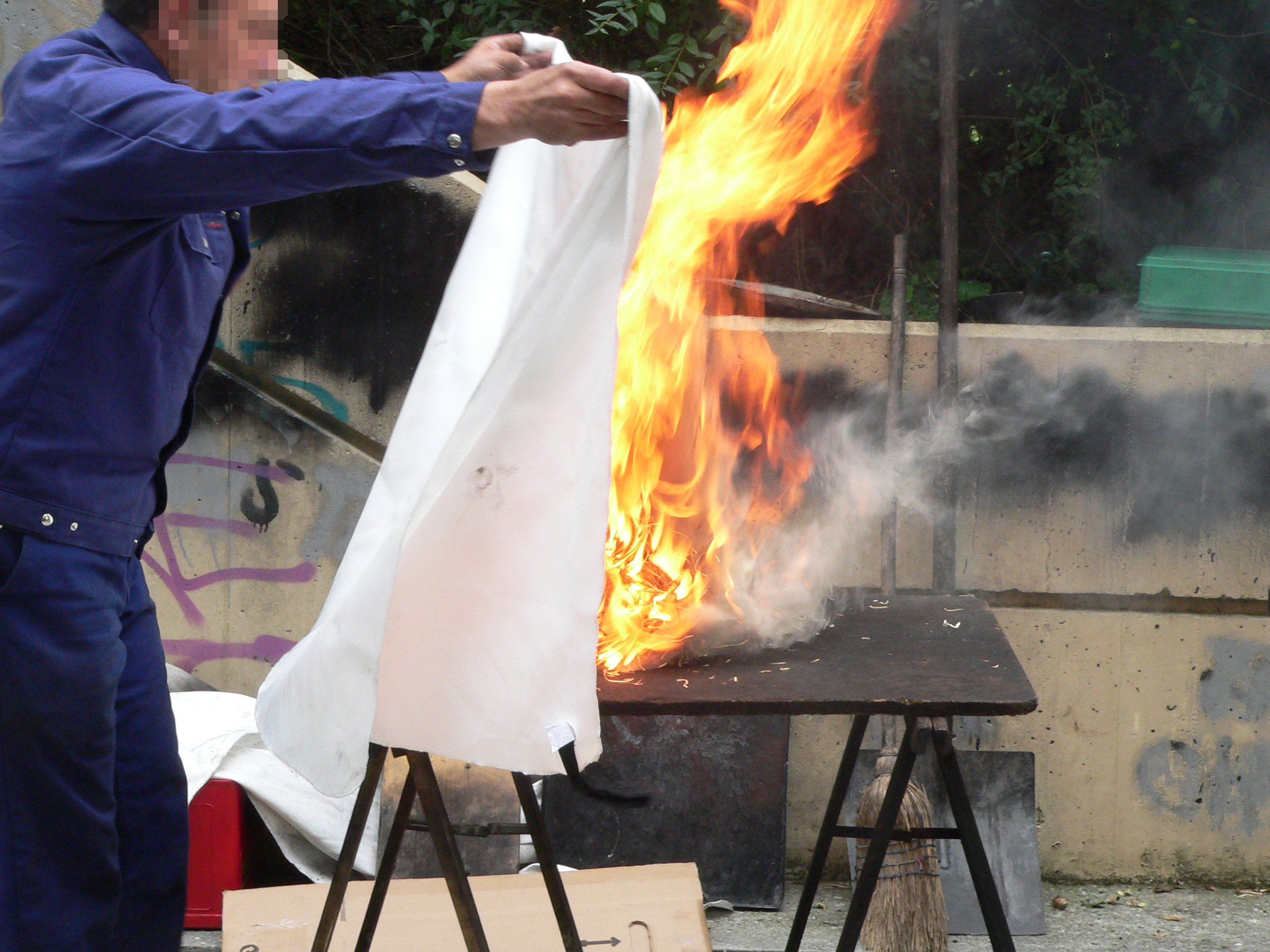
رجل يخمد النار بواسطة بطانية الحريق.

بطانية الحريق (بالإنجليزية:Fire blanket) تعتبر البطانية جهاز سلامة وتهدف إلى إطفاء الحرائق التي بدأت للتو ووتتألف من غطاء كبير كالورقة يوضع على مكان الحريق من أجل إخماده.
بطانية الحريق الصغيرة، مثل التي تستخدم في المطابخ وحول المنزل عادة ما تكون مصنوعة من ألياف زجاجية وأحيانا ألياف كيفلار، ويتم طيها في أداة سريعة التحرير لسهولة التخزين.
بطانية الحريق، جنبا إلى جنب مع طفايات الحريق، هي عنصر السلامة من الحرائق التي يمكن أن تكون مفيدة في حالة نشوب حريق. هذه البطانيات غير القابلة للاشتعال مفيدة في درجات حرارة تصل إلى 900 درجة ومفيدة في اختناق الحرائق من خلال عدم السماح للأكسجين الوصول إلى النار، وببسبب بساطتها قد تكون بطانية الحريق أكثر فائدة لشخص لديه خبرة في طفايات الحريق.
غالباً ما تكون بطانيات الحريق الأكبر حجماً، للاستخدام في المختبرات والحالات الصناعية، مصنوعة من الصوف (يتم معالجتها أحيانًا بسائل مثبط للهب). عادة ما يتم تركيب هذه البطانيات في حاويات سريعة التحرير عموديًا بحيث يمكن سحبها بسهولة وتغليفها حول شخص تشتعل ملابسه.

## المخاطر

### الحرير الصخري في البطانيات القديمة
كانت بعض بطانيات الحريق القديمة مصنوعة من ألياف الحرير الصخري المنسوجة وليست مقيمة من قبل NFPA. هذا يمكن أن يشكل خطرًا خلال إيقاف المعدات القديمة.

### إطفاء الغليان
بعد التحقيق المبدئي في عام 2013، وفي وقت لاحق من عام 2014، أصدرت هيئة سلامة المنتجات الغذائية والمستهلكين في هولندا بيانا مفاده أنه لا ينبغي أبدا استخدام بطانية الحريق لإخماد الغليان مثل حريق مقلاة، حتى إذا كانت الرموز أو النص على البطانية يشير إلى يمكن استخدام البطانية في مثل هذه الحالة.
ويشمل ذلك بطانيات الحريق التي تم اختبارها وفقًا للمواصفة BS EN  1869. في التحقيق من 22 بطانية للحريق تم اختبارها، اشتعلت النار في 16 من بطانيات الحريق نفسها. في 6 الآخرين اشتعلت النار مرة أخرى عندما أزيلت البطانية بعد 17 دقيقة. ذكرت مؤسسة فير بيرن الهولندية Fire Burn Foundation  العديد من الحوادث التي تنطوي على استخدام بطانية الحريق عند إطفاء الغليان. يمكن للمستهلكين إرسال بطانيات النار الموجودة لديهم، والتي ستحصل بعد ذلك على ملصق ينص على "niet geschikt voor olie- en vetbranden" أو («غير مناسب لحرائق الزيوت والدهون»). ستطبع المنتجات الجديدة هذا النص، بدلاً من أن يتم لصقه.

## الصيانة
تنشر رابطة صناعة الإطفاء [الإنجليزية] (اختصارًا FIA) «قانون الممارسة للتكليف والصيانة لبطانيات الحريق المصنّعة إلى  BS EN 1869».

### الصيانة السنوية من قبل مزود الخدمة
توصي مدونة ممارسات FIA بأن يضمن الشخص المسئول أن تخضع بطانيات الحريق هذه لصيانة سنوية من قبل مقدم خدمات مختص.

### متوسط عمر الخدمة لبطانيات الحريق
كما توصي بإيلاء الاعتبار لاستبدال بطانيات الحريق بعد سبع سنوات من تاريخ التكليف (أو كما هو محدد من قبل الشركة المصنعة لبطانية الحريق).